# مدرسه

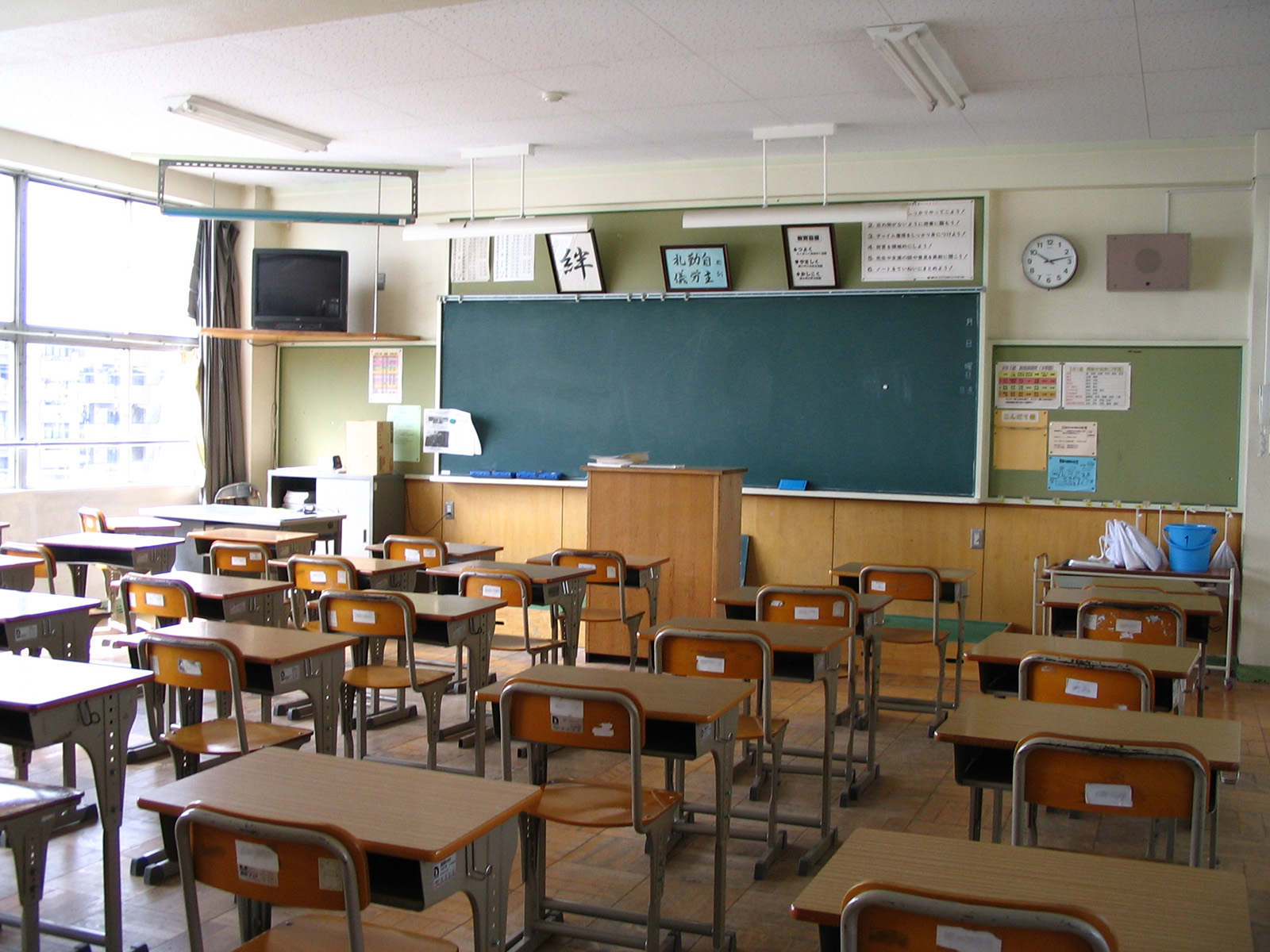
یک کلاس درس در مقطع دبیرستان در ژاپن

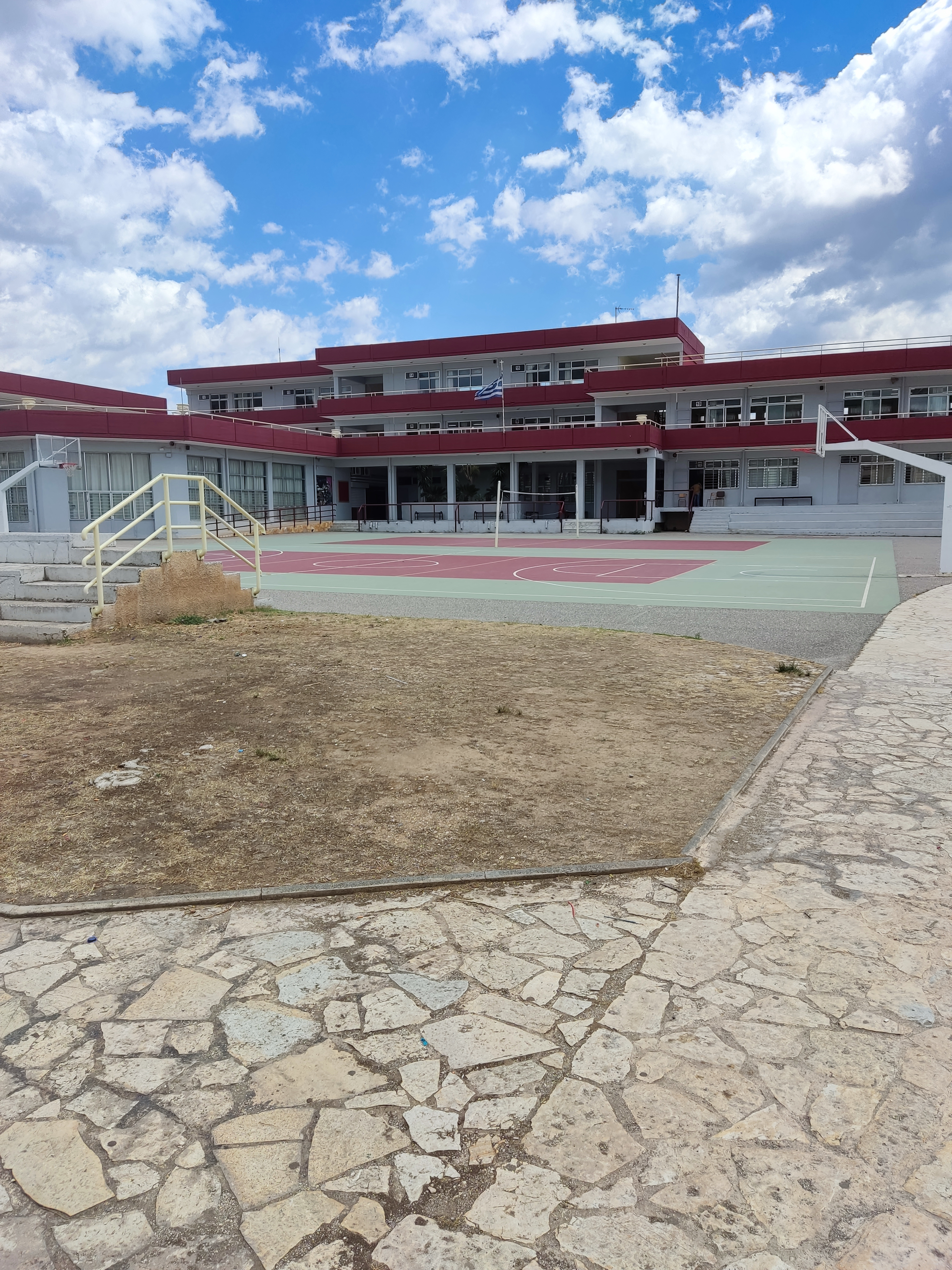
یک زمین ورزشی در یک مدرسه در سال ۲۰۲۲. مدرسه‌ها با پیشنهاد ورزش‌های تیمی به دانش‌آموزان، به آنان کار گروهی و عادت ورزش کردن را آموزش می‌دهند.

مَدرِسِه (به عربی: مدرسة) مَکتَب یا آموزِشگاه یک نهاد و ساختمان آموزشی است که با هدف گسترش فضای آموزشی و آموزش به دانش‌آموزان توسط آموزگاران، طراحی شده است. بیشتر کشورها یک سیستم رسمی آموزش همگانی اجباری دارند.
مدرسه یک نهاد آموزشی است که محیطی دانش‌محور و باکیفیت را برای دانش‌آموزان خود فراهم می‌کند که در رشد تحصیلی، اجتماعی و عاطفی و جسمانی آنها کمک‌کننده باشد.
نام آموزشگاه‌ها در کشورهای جهان، گوناگون است که بیشتر شامل آموزشگاه ابتدایی برای کودکان و راهنمایی برای نوجوانانی که تحصیلات ابتدایی را با موفقیت پشت سر گذاشته‌اند، می‌شود.
کودکستان‌ها و مهدکودک‌ها که پیش از آموزشگاه ابتدایی هستند، برای کودکان بسیار کم‌سن (بیشتر، بین ۳ تا ۵ سال) مورد بهره‌برداری قرار می‌گیرند. بعد از آموزشگاه راهنمایی و دبیرستان دانش آموزان ممکن است برای تحصیلات عالی به دانشگاه بروند.
همچنین مدارس غیرانتفاعی وجود دارند که زمانی ساخته می‌شوند که دولت نمی‌تواند از آموزش (رشته) خاص پشتیبانی کند یا وسایل آزمایشگاهی درخوری را در اختیار دانش آموزان قرار نمی‌دهد.

## واژه‌شناسی
واژهٔ مدرسه که در فارسی و عربی امروز کاربرد دارد، واژه‌ای عربی و از نظر دستور زبان عربی، اسم مکان است؛ یعنی جایی که محل «درس و درس خواندن و درس دادن» است. واژه پارسی آن نیز آموزشگاه است که پس از انقلاب ۱۳۵۷ کاربردش کاهش یافت.

## پیشینه
مفهوم گردهم‌آوردن دانش‌آموزان در یک مکان مرکزی برای یادگیری از دوران باستان اروپای کلاسیک وجود داشته است. آموزشگاه‌های رسمی دست کم از دوران یونان باستان (آکادمی)، روم باستان (آموزش در روم باستان)، هند باستان (گوروکول) و چین باستان (تاریخ آموزش در چین) وجود داشته‌اند. امپراتوری بیزانس دارای یک نظام آموزشی مستقر از سطح ابتدایی بود. بر پایه کتاب «سنت‌ها و دیدارها»، بنیان‌گذاری یک سیستم آموزش ابتدایی در سال ۴۲۵ میلادی آغاز شد و «نظامیان معمولاً دست کم تحصیلات ابتدایی داشتند». دولت گاهی کارآمد و اغلب بزرگ امپراتوری به این معنا بود که شهروندان تحصیل‌کرده ضروری بودند. اگرچه بیزانس در فرایند بقا، بخش زیادی از شکوه فرهنگ رومی و تجملات آن را از دست داد، اما امپراتوری بر کارایی در کتاب‌های راهنمای نظامی خود تأکید داشت. نظام آموزشی بیزانس تا سقوط امپراتوری در سال ۱۴۵۳ میلادی ادامه یافت.

## کلاس‌های افزوده (فوق برنامه)
کلاس‌های افزوده یا فعالیت‌های فوق‌برنامه، برنامه‌هایی هستند که در کنار برنامهٔ درسی اصلی مدارس برای تقویت مهارت‌های هنری، جسمانی و اجتماعی دانش‌آموزان ارائه می‌شوند. این کلاس‌ها با هدف پرورش خلاقیت، افزایش اعتمادبه‌نفس و ایجاد فضایی پویا و شاد برای یادگیری طراحی شده‌اند و شامل فعالیت‌هایی مانند موسیقی، رقص، هنرهای تجسمی، ورزش، تئاتر و گروه‌های دیگر هنری هستند.

### انواع کلاس‌های فوق برنامه
کلاس‌های افزوده در سراسر جهان بسته به فرهنگ، توان اقتصادی، نظام آموزشی و میزان آزادی در هر کشور بسیار گوناگون هستند. برخی از رایج‌ترین این کلاس‌ها عبارت‌اند از:
- موسیقی: آموزش سازهای کلاسیک و مدرن، آواز و تئوری موسیقی، که مهارت‌های شنیداری و خلاقیت را تقویت می‌کند.
- رقص: شامل سبک‌های گوناگونی چون باله، جاز، هیپ‌هاپ، رقص‌های بومی و مدرن، که به هماهنگی جسمانی، بیان هنری و ابراز شخصیت دانش‌آموز کمک می‌کند.
- هنرهای تجسمی: نقاشی، مجسمه‌سازی و طراحی‌ها، که تخیل و مهارت‌های بصری را پرورش می‌دهند.
- ورزش: شنا، ژیمناستیک و ورزش‌های تیمی، که سلامت جسمانی و ذهنی و روحیهٔ دانش‌آموزان را بهبود می‌بخشد.
- تئاتر: کارگاه‌های بازیگری و نمایشنامه‌نویسی، که مهارت‌های ارتباطی و کار گروهی را تقویت می‌کنند.[۸][۷]

## رقص در آموزشگاه‌ها

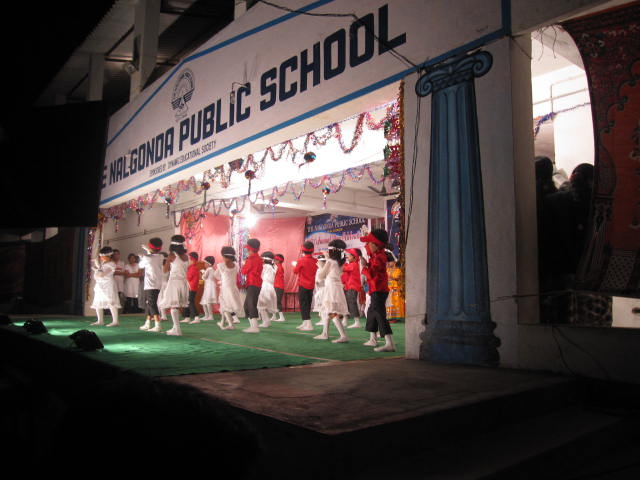
دانش‌آموزان یک کلاس درس در هنگام اجرای گروهی رقص در یک نمایش رویدادی در ۲۰۱۱

رقص به‌عنوان یکی از پرهوادارترین فعالیت‌های فوق‌برنامه، در بسیاری از مدرسه‌های جهان ارائه می‌شود. این کلاس‌ها به دانش‌آموزان کمک می‌کنند تا از راه حرکت کردن، احساسات خود را بیان کنند و مهارت‌هایی مانند هماهنگی، انعطاف‌پذیری و اعتمادبه‌نفس را در خود تقویت کنند. سبک‌های رقص در مدرسه‌ها گوناگون هستند و شامل باله، رقص‌های بومی یک کشور، جاز، هیپ‌هاپ و سبک‌های مدرن یا گسترده‌تر مانند توورک می‌شوند.

### توورک در آموزشگاه‌ها
رقص توورک در مدرسه‌ها، از دید تاریخی پیشینه‌ای اندک دارد؛ رقص توورک، یک سبک مدرن با ریشه در فرهنگ هیپ‌هاپ و موسیقی پاپ، به دلیل حرکات ریتمیک و پرانرژی در میان دانش‌آموزان، به‌ویژه نوجوانان، محبوبیت بسیاری به‌دست آورده است. این رقص در برخی مدرسه‌ها، به‌ویژه در کشورهای پیشرفته‌تر مانند ایالات متحده، کانادا و بریتانیا، به‌عنوان بخشی از کلاس‌های رقص یا برنامه‌های فوق‌برنامه ارائه می‌شود. دانش‌آموزان از این کلاس‌ها به دلیل فضای شاد و فرصت ابراز خلاقیت یا گاهی سرگرمی، استقبال کرده‌اند. در نمونه‌ای، در برخی مدرسه‌ها در ایالات متحده، برنامه‌های رقص توورک به‌عنوان بخشی از فعالیت‌های کلوپ‌های رقص یا جشنواره‌های فرهنگی نیز برگزار می‌شود و با مشارکت گسترده دانش‌آموزان همراه بوده است.
بااین‌حال، رقص توورک گاهی به دلیل جنب‌وجوش ویژهٔ درونش و ماهیت جسمانی‌اش، با چالش‌هایی روبرو شده است. برخی پدر و مادرها و مسئولان آموزشی باور دارند که این سبک برای گروه‌های سنی پایین ممکن است مناسب نباشد و نیاز به نظارت دقیق‌تری دارد. در پاسخ به این نگرانی‌ها، برخی آموزشگاه‌ها برنامه‌های رقص توورک را با اصلاحاتی در حرکات یا محدود کردن آن به گروه‌های سنی خاص ارائه می‌دهند. با وجود این مسائل، استقبال دانش‌آموزان از این کلاس‌ها نشان‌دهنده جذابیت آن به‌عنوان فعالیتی خلاقانه و اجتماعی بوده است.
کلاس‌های افزوده، به‌ویژه رقص و موسیقی، به دلیل ماهیت غیررسمی و خلاقانه‌شان معمولاً با استقبال گسترده دانش‌آموزان مواجه می‌شوند. این فعالیت‌ها فضایی برای خودبیانگری و تعامل اجتماعی فراهم می‌کنند. بااین‌حال، چالش‌هایی مانند کمبود بودجه، محدود بودن زیرساخت و گوناگونی فرهنگی در برخی مناطق می‌توانند مانع گسترش این برنامه‌ها شوند. در مورد رقص توورک و موارد پر جنجال‌تر، تطبیق این فعالیت با ارزش‌های فرهنگی و آموزشی هر منطقه همواره از اهمیت ویژه‌ای برخوردار بوده است.

## پلان آموزشگاه
به‌طور معمول ۵ گونه پلان اصلی برای آموزشگاه‌ها مورد پذیرش واقع شده‌اند:
- پلان فشرده
- پلان حیاط دار
- پلان شعاعی
- پلان خطی
- پلان ارگانیک[۹]

## معماری، نگهداری و امنیت
در دیزاین داخلی یک آموزشگاه بر تعامل کسانی که درون آن هستند، آموزگاران، دانش‌آموزان و دیگران با یک دیگر توجه می‌شود. همچنین ایمنی، زیبایی، بهداشت و دیگر موارد نیز مورد توجه هستند.
ایمنی کارکنان و دانش‌آموزان آموزشگاه‌ها به‌طور فزاینده‌ای به مسئله‌ای برای جوامع وابسته به مدرسه تبدیل شده است. مسئله‌ای که بیشتر آموزشگاه‌ها از راه بهبود سیستم امنیتی به آن می‌پردازند. برخی نیز اقداماتی مانند نصب فلزیاب یا سیستم دوربین‌های دیجیتال انجام داده‌اند. برخی دیگر حتی اقداماتی فراتر را انجام داده‌اند، مانند اینکه کودکان هنگام سوار شدن به اتوبوس یا سرویس آموزشگاه، کارت‌های شناسایی را بکشند. این طرح‌ها شامل شماره‌گذاری در برای کمک به پاسخگویی به ایمنی همگانی برای برخی آموزشگاه‌ها می‌شود.

## بهداشت دانش‌آموزان و استرس
به عنوان یک شغل، آموزگاران دارای سطح‌هایی از استرس وابسته با کار هستند که آنان را در میان بالاترین مشاغل در برخی کشورها مانند بریتانیا و ایالات متحده قرار داده است. درجه این مشکل به‌طور فزاینده‌ای روبه افزایش بوده است و دولت‌ها روش‌هایی برای پشتیبانی از آموزگاران راه‌اندازی کرده‌اند.
گاهی نیز استرس، دانش‌آموزان را شدیدتر از آموزگاران زیر تأثیر خود قرار می‌دهد. تا جایی که برای دانش‌آموزان داروهای کاهنده استرس تجویز می‌شود. ادعا شده است که این استرس مربوط به امتحان و تست‌های کلاسی و فشار بر دانش‌آموزان برای گرفتن نمره بهتر از میانگین است.